# Sáros község
Sáros község (románul: Comuna Șoarș) község Romániában, Brassó megye északnyugati határán. 1968-ban hozták létre; központja Sáros, beosztott falvai Boldogváros, Báránykút, Felmér, Nádpatak.

## Fekvése
Brassó megye északnyugati határán helyezkedik el, erdős-dombos vidéken. Szomszédai északnyugatra Szeben megye, keletre Zsiberk község és Szásztyukos község, délre Sárkány község, Mundra község és Betlen község, nyugatra Nagysink község. A községközpont távolsága a megyeszékhely Brassótól 80 (légvonalban 60) kilométer.

## Népessége
1880-tól a községet alkotó falvak népessége az alábbiak szerint alakult:
| Lakosok száma | 4905 | 4174 | 4712 | 5123 | 3837 | 1950 | 1755 | 1738 |
|               | 1850 | 1880 | 1910 | 1941 | 1966 | 1992 | 2011 | 2021 |

A 2011-es népszámlálás adatai alapján a község népessége 1755 fő volt, melyből 1444 vallotta magát románnak, 173 cigánynak, 40 magyarnak, 38 németnek. Vallási hovatartozás szempontjából 1595 ortodox, 32 evangélikus, 22 adventista, 5–5 katolikus és református.

## Története
A községet alkotó falvakat a 12–13. századokban alapították az erdélyi szászok. Megalakulásuktól kisebb megszakításokkal 1876-ig Nagysinkszékhez, a szászok egyik közigazgatási területéhez tartoztak. 1876-ban Nagy-Küküllő vármegye részei lettek; a román hatalomátvétel után Nagy-Küküllő majd Fogaras megye, 1950-től Szeben majd Brassó (Sztálin) régió részei, 1968-tól Brassó megye és azon belül Sáros község részei. Népessége a 20. század második felében lehanyatlott, lakói elvándoroltak, szász lakosságát elvesztette. Míg 1941-ben még 5123 ember lakta (2677 német), 2011-ben már csak 1755 (38 német).

## Nevezetességei

### Erődtemplomok
A legtöbb templom a 13. századra datálható, a 15–16. században a török fenyegetés miatt mind az öt falu erődítette és védőfallal kerítette körül katolikus (a reformáció után evangélikus) templomát.
- A sárosi erődtemplom a 15. században épült gótikus stílusban, valószínűleg egy 13. századi bazilika alapjaira. A 19. század végén kerítőfalát lebontották. A templom és melléképületei javításra szorulnak.[6]
- A báránykúti erődtemplom szintén a 15. században épült egy 13. századi bazilika helyett, azonban a középkori épületből csak a torony maradt meg, az új templomépület 19. századi. Kerítőfala csak részben maradt fenn.[7]
- A boldogvárosi erődtemplom a 13. vagy 14. században épült, viszonylag kis méretű. Várából csak a kerítőfal egy része és egy bástya maradt fenn. A 21. század elején felújították.[8]
- A felméri erődtemplom a 13. században épült, a 15. század végén erődítették és átépítették. A karbantartás hiánya miatt mind a templom, mind a kerítőfal fennmaradt része igen romos állapotban van.[9]
- A nádpataki erődtemplom szintén a 13. században épült, a 15. század végén erődítették és átépítették. Kerítőfala fennmaradt. A 20. század második felében felújították.[10]

### Egyéb látványosságok
- Nádpatakfürdő (Băile Rodbav), melynek ásványvízforrásait és gyógyiszapját reuma, neuroperifériás, nőgyógyászati és endokrin panaszok, mozgászavarok, poszttraumás állapotok kezelésére javasolják.[11]
- A boldogvárosi Erich Lukas néprajzi múzeum, mely egy régi szász házban és melléképületeiben, hét helyiségben több, mint háromezer tárgyat mutat be.[12]